# 专用指令集处理器
专用指令集处理器（英語：application-specific instruction-set processor, ASIP）是系統單晶片设计中的一个组件。专用指令集处理器的指令集是针对特定的应用而设计的。借助这样的特殊设计方式，专用指令集处理器具有通用型中央处理器的灵活性和专用集成电路的性能。
某些专用指令集处理器的指令集为可配置的。通常，处理器核心分为两部分：一个为“静态”逻辑部分，它定义了最小指令集架构；另一个为“可配置”逻辑部分，这部分允许设计人员自行配置新的指令集。对后者的配置与现场可编程逻辑门阵列的编程、专用集成电路芯片的综合过程类似。

## 相关文献
- Oliver Schliebusch, Heinrich Meyr, Rainer Leupers. . Dordrecht: Springer. 2007. ISBN 978-1-4020-5685-7.
- Paolo Ienne, Rainer Leupers (eds.). . San Mateo, CA: Morgan Kaufmann. 2006. ISBN 978-0-12-369526-0.
- Matthias Gries, Kurt Keutzer (eds.). . New York: Springer. 2005. ISBN 978-0-387-26057-0.
- Dake Liu. . CA: Morgan Kaufmann. 2008. ISBN 978-0-12-3741233.